# Йозеф Барак
Йозеф Барак (чеськ. Josef Barák; нар. 26 січня 1833, Прага — пом. 15 листопада 1883, Прага) — чеський громадський та політичний діяч, поет, журналіст. За критику австрійського уряду неодноразово піддавався репресіям.

## Життєпис
Йозеф Барак народився 26 січня 1833 року в м. Прага.

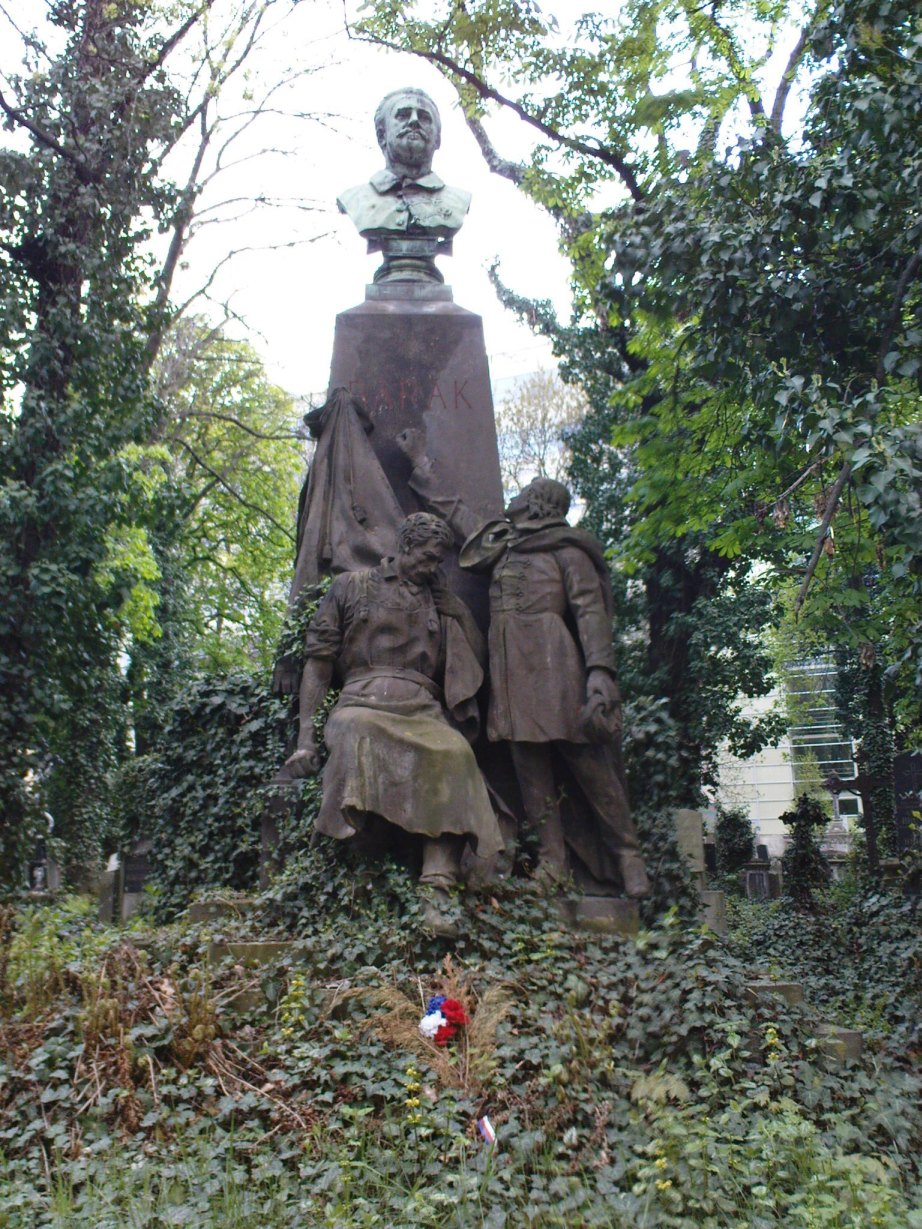
Надгробок Йозефа Барака на Ольшанському цвинтарі

Йозеф Барак входив до літературного гуртка «Травневі» (чеськ. Májovci), до якого входили Ян Неруда, Якуб Арбес, Карел Яромир Ербен, Йосиф Вацлав Фріч, Вітезслав Галек, Кароліна Светла. В альманасі гуртка «Травневі» у 1857 року вийшли в світ його перші вірші.

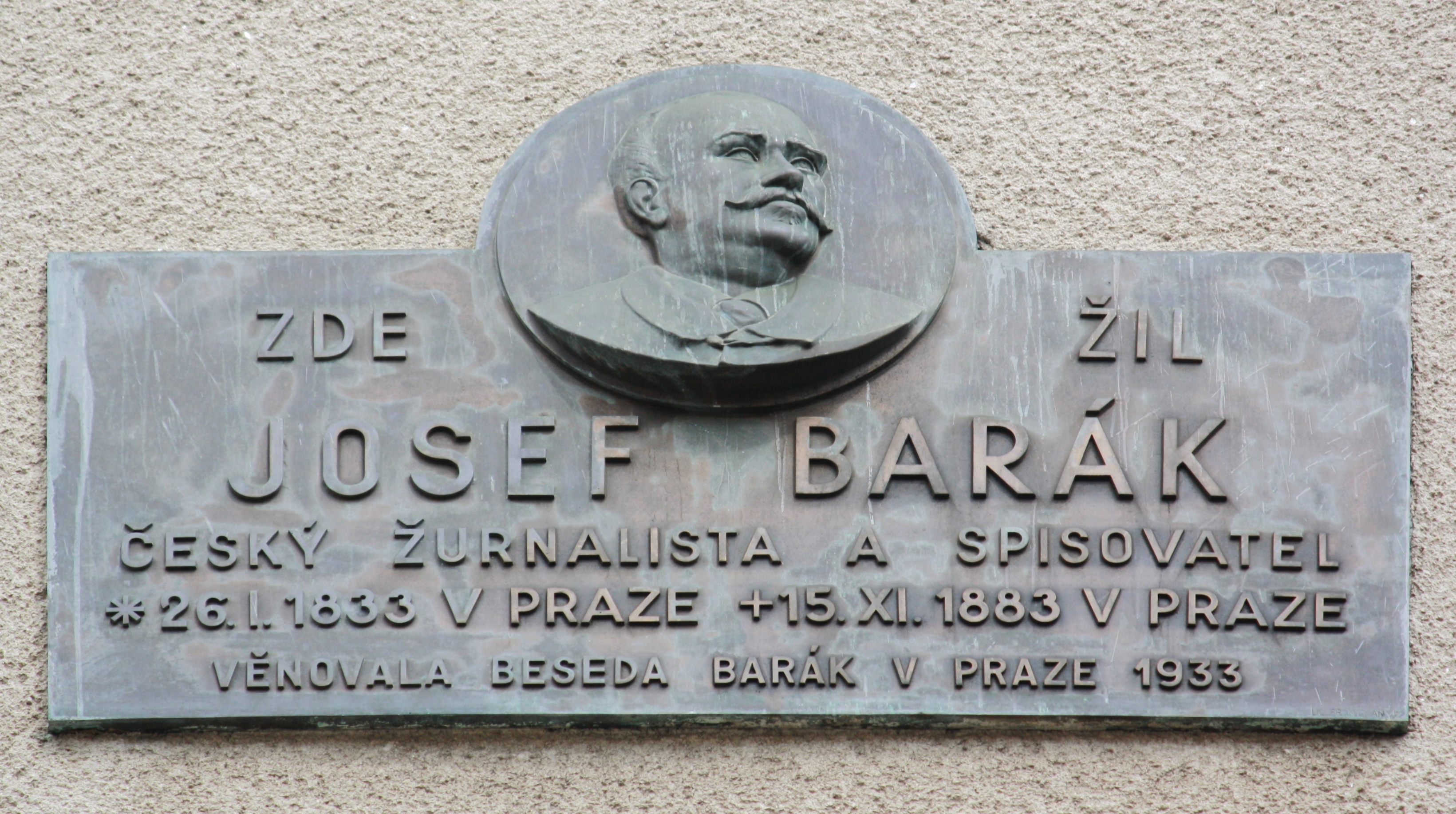
Меморіальна дошка Йозефа Барака. Прага, Нове місто

Брав Йозеф Барак активну участь в русі Чеське національне відродження. Був одним із засновників народної організації «Сокіл», спілки художників «Мистецький форум» (чеськ. Umělecká beseda) і декількох студентських гуртків. За професією Й.Барак був журналістом.
У 1857 році він стає редактором газети «Прага Моргенпост» (нім. Prager Morgenpost). Після появи перших видань чеською мовою у 1860-і роки — редактором часопису «Свобода» (чеськ. Svoboda).
Спільно з Яном Нерудою, Йозеф Барак представляв «плебейський демократичний радикалізм», продовження руху радикальних демократів чеського повстання 1848—1849 років. У своїх статтях боровся за права пригноблених і трудящих класів, брав участь в організованих ними акціях, був визнаним вождем, вельми популярним серед робітників Праги. Неодноразово заарештовувався поліцією, з початку 1860-х років — під постійним наглядом австрійської охранки.
У 1871 році стає редактором робочої газети «Робочі листки» (чеськ. Dělnické listy). Після конфлікту в редакції з соціалістами, у серпні 1872 року Йозеф Барак залишає цю газету.
У жовтні 1874 року він стає відповідальним редактором газети «Народні листки» (чеськ. Národní listy), в той час найбільшої і найвпливовішої чеської газети, офіційного видання «Молодочехів».
Йозеф Барак помер 15 листопада 1883 року в Празі. Похований на Ольшанському цвинтарі Праги.